# Veľké Turovce
Veľké Turovce (Hongaars: Kistúr) is een Slowaakse gemeente in de regio Nitra, en maakt deel uit van het district Levice.
Veľké Turovce telt 787 inwoners.